# Caza de Bécharré
Caza de Bécharré (arabiska: قضاء بشري) är ett distrikt i Libanon.   Det ligger i guvernementet Mohafazat Liban-Nord, i den norra delen av landet, 60 kilometer nordost om huvudstaden Beirut.
Trakten runt Caza de Bécharré är ofruktbar med lite eller ingen växtlighet. Runt Caza de Bécharré är det ganska tätbefolkat, med 108 invånare per kvadratkilometer.